# Semper fidelis
Pour le jeu vidéo, voir Semper Fi (jeu vidéo).
 (août 2011).
Si vous disposez d'ouvrages ou d'articles de référence ou si vous connaissez des sites web de qualité traitant du thème abordé ici, merci de compléter l'article en donnant les références utiles à sa vérifiabilité et en les liant à la section « Notes et références ».
Semper fidelis, aussi abrégée en Semper Fi est une devise latine qui signifie « toujours fidèle ».
Elle apparaît sur le blason de la famille Lynch (de), dont l'origine remonte au moins à 1161 apr. J-C.
En dehors de la famille Lynch, bien que les références les plus anciennes ne remontent qu'à l'historien James Hardiman dans son Histoire de Galway publiée en 1820, il est probable que cette devise ait été utilisée au XIVe ou XVe siècle.[réf. nécessaire]
Cette devise est notamment connue pour être celle du corps des Marines des États-Unis, mais elle est aussi utilisée par plusieurs autres unités militaires, des villes ou des familles de par le monde.

## Unités militaires
La devise « Semper fidelis » est utilisée dans les unités militaires suivantes :

### Rome antique
- Garde prétorienne romaine[réf. nécessaire]

### Canada
- West Nova Scotia Regiment[réf. nécessaire]
- Base militaire de Valcartier[réf. nécessaire]

### États-Unis

Emblème de l'United States Marine Corps où figure la devise.

Le Corps des Marines des États-Unis a adopté la devise « Semper fidelis » en 1883, sur l'initiative du colonel Charles Grymes McCawley (en) (1827-1891), commandant du 8e Corps des Marines.[réf. nécessaire]
Avant Semper fidelis, il y avait trois slogans dont « Fortitudine » (qui signifie « avec courage »), antérieur à la guerre de 1812, un clin d'œil à la British Royal Marines[pourquoi ?], « Per mare, per terram » (« par mer, par terre »). Une autre devise utilisée jusqu'en 1843 était « To the Shores of Tripoli ».[réf. nécessaire]
Semper fidelis signifie le dévouement et la loyauté que les Marines sont censés disposer de « Corps et Pays », même après la cessation de service. Les Marines tendent souvent à abréger la devise en « Semper Fi ».[réf. nécessaire]
John Philip Sousa a composé en 1888 une marche militaire, un hymne aux Marines dont le titre est Semper Fidelis (en).

### France
- Régiment de Reding (1756-1763)[1].
- Centre d'entraînement aux actions en zone urbaine (CENZUB), Compagnie de commandement et de soutien.[réf. nécessaire]
- 47e régiment d'infanterie de ligne[réf. nécessaire]

### Royaume-Uni
- Devonshire and Dorset Regiment (en)[réf. nécessaire]

### Suisse
- Grenadier des forces spéciales (Isone)
- Brigade blindée 1
- contingent des grenadiers fribourgeois

## Familles et personnes

### Famille Lynch de Galway
« Semper fidelis » est la devise de la famille Lynch, une des quatorze tribus de Galway, familles nobles de marchands ayant dominé la vie politique, économique et sociale de la ville de Galway, en Irlande de l'Ouest, entre le XIIIe et le XVIe siècle.[réf. nécessaire]
« Semper fidelis » apparaît sur le blason de la famille Lynch. Bien que les références les plus anciennes ne remontent qu'à l'historien James Hardiman dans son Histoire de Galway publiée en 1820, il est probable que cette devise ait été utilisée au XIVe ou XVe siècle.[réf. nécessaire]
La famille Edge de Strelley, dans le comté de Nottingham, utilisait Semper fidelis comme devise en 1814.

### Famille Henry de Lolière
« Semper fidelis esto » est la devise de la famille Henry de Lolière, nombreux descendants encore vivants à ce jour, dont certains dans la région de Thiers, en Auvergne.[réf. nécessaire]

### Baronnets Smith
« Semper fidelis » est la devise des baronnets Smith (création de 1774), encore représentée en 2019 sous le nom de baronnet Smith-Marriott.

### Cos d'Estournel, domaines de Prats
Le vin de bordeaux Château Cos d'Estournel porte cette devise qui apparaît sur les bouteilles en partie basse de l'étiquette.

### Famille de Beaupoil de Saint-Aulaire
"Semper fidelis" ou "semper et ubique fidelis" serait la devise de la famille de Beaupoil depuis le premier ancêtre connu : Robert de Beaupoil. 

[réf. nécessaire]

## Villes

### Abbeville (depuis 1369)
SEMPER FIDELIS « toujours fidèle » au royaume de France a été ajoutée en 1369 par Charles V en récompense du dévouement de la Ville à la couronne.

### Argeles-Gazost
« Semper fidelis » est la devise de la ville de Argeles-Gazost, dans les Hautes-Pyrénées (France).

### Calvi
« Civitas Calvi semper fidelis » est la devise de la cité de Calvi (Corse) envers Gênes depuis plus d'un demi millénaire.[réf. nécessaire]

### Cherbourg
« Semper fidelis » est la devise de la ville de Cherbourg, attribuée vraisemblablement au XVIIIe siècle, ayant pour origine le rapport des Cherbourgeois vis-à-vis de l'Angleterre au fil des siècles. En effet, maintes fois occupée par cette dernière, les habitants de la ville ont toujours manifesté leur loyauté et dévotion au Royaume de France par divers actes de résistance. Cette affirmation a été relatée par les historiens vosgien Verusmor (1806-1873) et cherbourgeois Jean-Thomas Voisin-La-Hougue (1717-1773).

### Exeter (depuis 1660 ou plus tôt)
La ville d'Exeter, dans le Devon (Angleterre) semble avoir adopté cette devise en 1588, pour montrer la loyauté de la ville à la Couronne. Selon le White's Devonshire Directory de 1850, ce fut la reine Élisabeth qui suggéra que la ville adopte cette devise (peut-être en imitation de sa propre devise, « Semper eadem », « Toujours la même »). La carte d'Exeter de John Hooker, qui date des environs de 1586, montre le blason de la ville sans la devise, suggérant que l'usage de cette devise est plus récent.[réf. nécessaire]
La loge maçonnique d'Exeter est appelée Lodge Semper Fidelis. Cette devise est également utilisée par un navire de guerre de la Royal Navy, le HMS Exeter, nommé en référence à la ville d'Exeter.[réf. nécessaire]

### Lviv (depuis 1658)

Les armes de Lwów, montrant la devise.

La devise « Semper fidelis » est utilisée par la ville de Lviv (Ukraine), le pape Alexandre VII reconnaissant en 1658 le rôle de la cité dans la défense de l’Europe contre les invasions musulmanes. La même année, le Sejm (parlement) de la république des Deux Nations passa une loi appelée Semper fidelis Poloniae (« Toujours fidèle à la Pologne »).[réf. nécessaire]
Curieusement, les deux villes, Lwów et Exeter, en plus de partager la même devise, ont apposé l’image de trois tours sur leurs armes. Il semble que ce soit une coïncidence.[réf. nécessaire]
En Pologne, la devise est associée à la guerre polono-ukrainienne de 1919, qui a suivi la chute de l’Empire austro-hongrois à la fin de la Première Guerre mondiale, et plus spécifiquement à la Guerre russo-polonaise de 1920.[réf. nécessaire]
En Ukraine, cette devise est moins utilisée, car elle est associée à la survie de l’Église catholique ukraino-grecque pendant la période de l’occupation soviétique.[réf. nécessaire]

### Saint-Malo (depuis leXVIIesiècleou plus tôt)
« Semper fidelis » est la devise de la ville de Saint-Malo, en Bretagne (France).

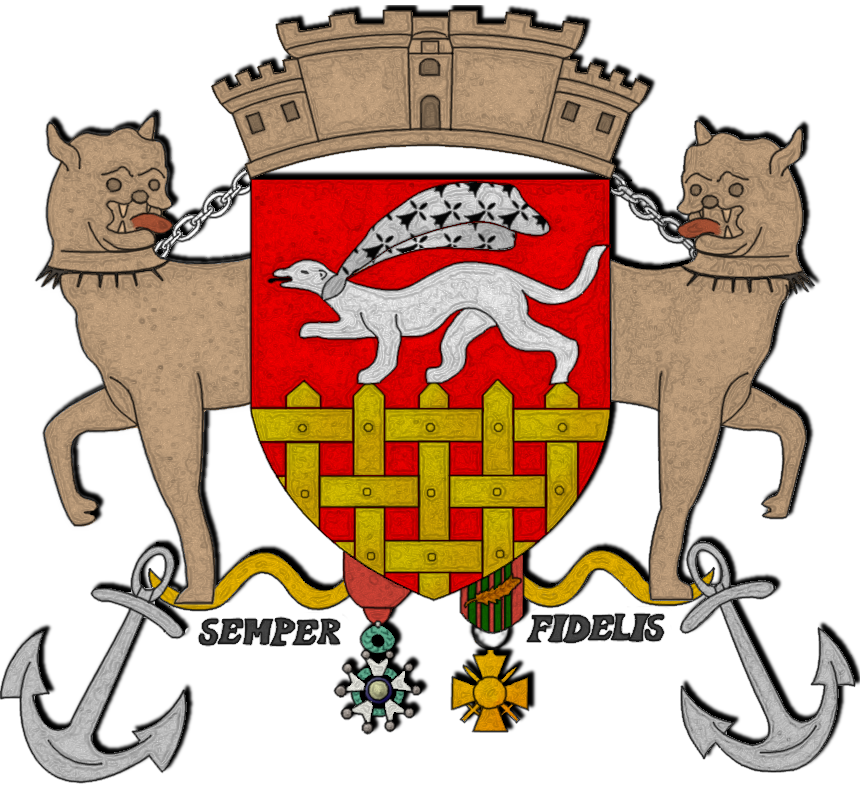
Le blason de Saint-Malo avec sa devise.

Elle parle de la fidélité réciproque de la ville envers soi et ses habitants.

## Dans la culture populaire

### Littérature
- Dans le roman historique Semper fidelis (2019) d'Armelle Lenvec, deux jeunes gens sont emportés dans les malheurs de la guerre. Seront ils toujours fidèles à leur patrie ?

### Cinéma
- Dans Ultra Vixens (1979) de Russ Meyer, le colporteur de lingerie fine se nomme Semper Fidelis.
- Dans Doom (2005) d'Andrzej Bartkowiak, on peut voir au début du film la devise « Semper Fi » tatouée sur le dos de Sarge (Dwayne Johnson).
- Dans Piégée (2012) de Steven Soderbergh, la dédicace du livre de John Kane (Bill Paxton) à Mallory Kane (Gina Carano) est : « Mallory, Again - Semper Fi, Love, Dad ».
- Dans Avatar : La Voie de l'eau (2022) de James Cameron, le colonel Quaritch (Stephen Lang) prononce la devise « Semper Fi » dans un extrait vidéo laissé à son successeur.

### Télévision
- Dans la série NCIS : Enquêtes spéciales, un épisode est nommé « Semper Fi » (saison 2, épisode 7).
- Dans la série S.W.A.T, un épisode est nommé « Semper Fi » (saison 2, épisode 18)
- Dans la série Red vs. Blue, le personnage de Grif utilise très souvent l'expression Semper Fi, la plupart du temps en réponse à une question idiote de Simmons.
- Dans la série Chuck, John Casey utilise le terme Semper Fi pour décrire la loyauté.
- Dans la série Prison Break, un policier utilise le terme Semper Fi, croyant que T-Bag est un ancien Marine.
- Dans la série Daredevil, Frank Castle (alias le Punisher) utilise l'expression lors de sa rencontre avec un ancien Marine.
  - Dans le premier épisode de la série dérivée The Punisher, un fils de Marine utilise l’expression quand il rencontre Frank Castle.
- Dans la série The Middle, Brick utilise cette expression après avoir « sauvé » la chaussette d'un de ses camarades d'école.
- Dans le générique de début de la série Shooter, tireur d'élite, « Semper Fi » figure sur une affiche et est un thème central de la série.
- Dans la série The Gifted, la devise « Semper Fi » est tatouée sur le bras droit du héros John Proudstar (alias Épervier).
- Dans la série Homeland, durant l’interview exclusive de Brody pour la télévision après son retour au pays, la devise est citée pour expliquer comment Brody a su garder la foi et l’espoir que son pays qui viendrait le secourir.

### Bande dessinée et manga
- Dans le tome 4 de Dofus, lors des courses de Dragokart, l'une des équipes se nomme « Semper Fi ».

### Jeux vidéo
- Dans Semper Fi.
- Dans Call of Duty: World at War, Semper Fi est le nom de la première mission. Par ailleurs, à la fin de Call of Duty 4: Modern Warfare, on voit une photo sur laquelle est écrit « Semper Fi ».
- Dans Battlefield 3, Semper fidelis est le nom de la première mission de la campagne solo du jeu.
- Dans Crysis 2, Semper Fi est le nom d'une mission (le personnage d'Alcatraz étant un Marine).
- Dans Act of War: Direct Action, quand on la sélectionne une unité Marine elle répond par « Marine, Semper Fi ! ».
- Dans Hearts of Iron 3, Semper Fi est le nom de l'un des contenus téléchargeables[9] du jeu.
- Dans Apex Legends, quand on sélectionne le personnage de Bangalore, sa phrase d'introduction est parfois « Semper Fi ! ».
- Dans House of Ashes, devise des marines, souvent répété par l’équipe d’assaut.

### Musique
- Le cinquième album du groupe Nargaroth se nomme Semper Fidelis.
- Un des titres du groupe The Dandy Warhols se nomme Semper Fidelis, paru sur leur huitième album, Distortland.